# Dragon Ball: El misterio de Shenlong
Dragon Ball: Shenron no nazo (神竜の謎 Shenron no nazo?, El misterio de Shenron) es un videojuego de acción-aventura desarrollado por TOSE Software Company y distribuido por Bandai para la consola Nintendo Entertainment System. Fue lanzado en Japón el 27 de noviembre de 1986, en Norteamérica en marzo de 1988 como Dragon Power con los sprites alterados eliminando toda referencia a la serie Dragon Ball y en Francia en 1990 bajo el título Dragon Ball (aunque en la pantalla de título aparecía bajo la traducción Dragon Ball: Le secret du dragon), mientras que en España lo hizo a finales de 1993. Fue el segundo videojuego basado en el manga y anime Dragon Ball y el primero para NES, aunque su versión norteamericana las referencias a la serie fueron cambiadas.

## Argumento
En su versión original la historia del juego está basada en Dragon Ball, esto fue cambiado en la versión norteamericana por el escenario de Viaje al Oeste. La historia sigue el viaje de Goku (Sun Wukong o Son Gokū según la versión) y Nora (Bulma en la versión original) en busca las siete Crystal Balls (Dragon Balls). Durante el viaje se enfrentan a Pudgy (Oolong), Lancer (Yamcha), King Ox (Gyūmaō), entre otros; hasta llegar al castillo del Rey Midas (Pilaf). Luego de vencer al rey Midas y conseguir que su deseo sea cumplido por el Emperador Dragón (Shenlong), Goku se separa de sus amigos y se marcha a recuperar la Crystal Ball que era un recuerdo de su abuelo. En este viaje Goku viaja por el espacio, unas islas, una jungla y una alta torre, consiguiendo de nuevo las siete Crystal Ball.

## Modo de juego
Dragon Power es un juego de acción-aventura. El jugador toma el control de Goku, la mayor parte del juego se desarrolla en perspectiva aérea (top-down), donde el jugador puede mover al personaje en las ocho direcciones usando la cruceta, y durante las peleas con los jefes se desarrolla con una perspectiva lateral, donde el personaje solo se puede mover hacia los lados, aunque también se puede agachar. En ambas perspectivas Goku salta al presionar el botón A y golpea con el botón B, además al avanzar el juego Goku puede atacar con un Wind Wave (Kame Hame Ha). El jugador pierde cuando el contador de saciedad, en la esquina superior izquierda de la pantalla, llega a cero; esta se disminuye con el tiempo o al ser golpeado por los enemigos. El juego cuenta con varios ítems para ayudar a la aventura de Goku, entre ellos se encuentran algunos recuperar saciedad, obtener puntos, el Magic Pole (Nyoibō) para mejorar el ataque y más usos del Wind Wave. El juego se desarrolla a través de diez niveles llenos de montañas, bosques y cuevas, la misión de Goku es conseguir las siete Crystal Balls en estos niveles.